# St. Sebastian (Dorfen)

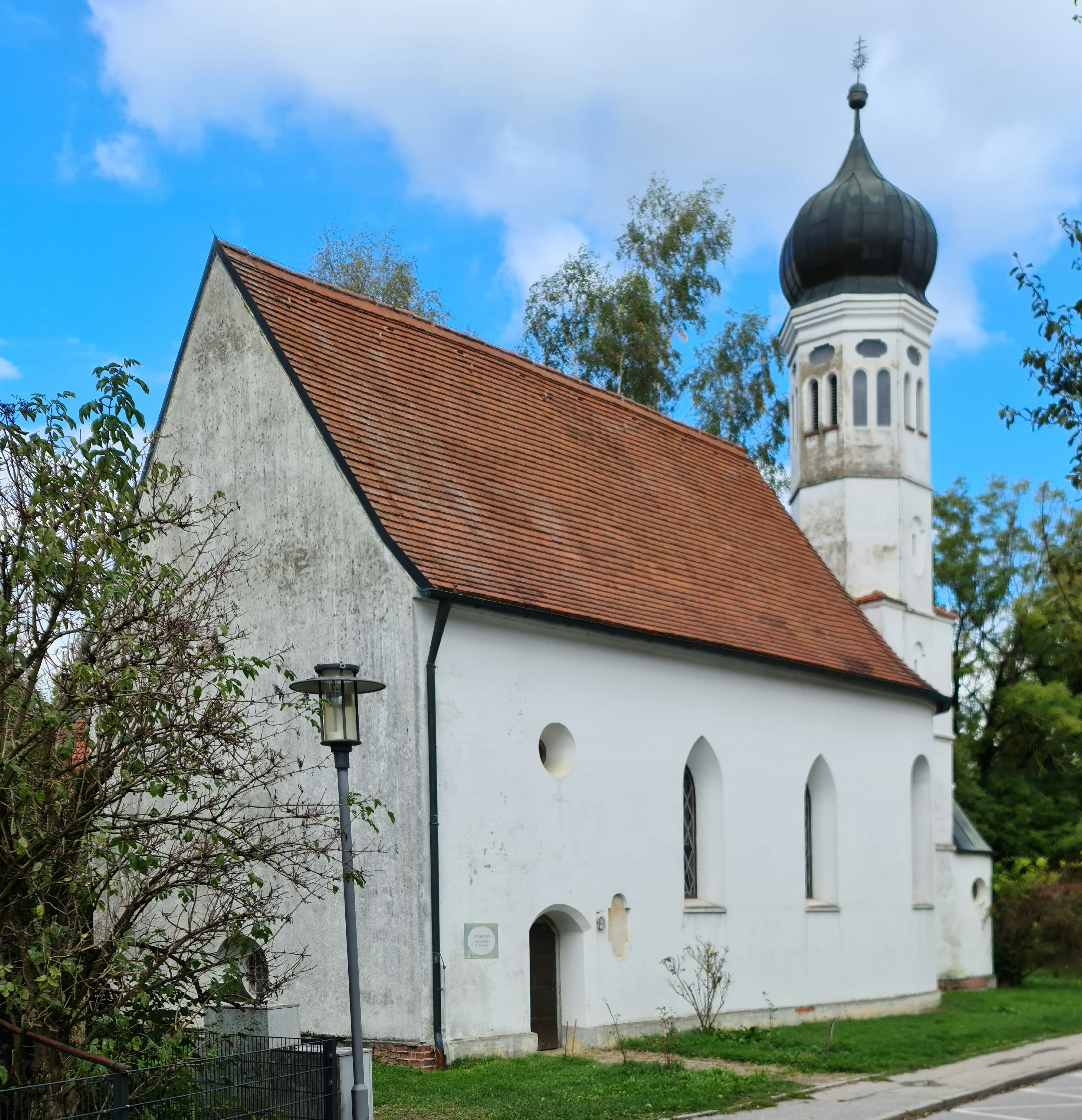
St. Sebastian in Dorfen

Die Filialkirche St. Sebastian steht in Dorfen im oberbayerischen Landkreis Erding. Das Bauwerk ist als Baudenkmal unter der Nr. D-1-77-115-21 eingetragen.
Die Kirche ist eine Filiale der katholischen Pfarrei Maria Dorfen. Sie wurde von 1946 bis 1994 durch die evangelische Kirchengemeinde Dorfen genutzt. Seitdem existiert in der Dorfener Altstadt eine eigene neuerrichtete evangelische Versöhnungskirche.

## Beschreibung
Die Saalkirche wurde anstelle einer Pestkapelle von 1635 erbaut. Sie besteht aus einem spätgotischen Langhaus vom Anfang des 16. Jahrhunderts, einem halbrund geschlossenen Chor im Osten und einem Ende des 17. Jahrhunderts gebauten Kirchturm auf quadratischem Grundriss an der Stirnseite des Chors, der mit zwei achteckigen Geschossen aufgestockt wurde, das obere beherbergt den Glockenstuhl, und mit einer Zwiebelhaube bedeckt wurde. Der Innenraum des Langhauses ist mit einem Netzgewölbe überspannt. Am spätbarocken Altar steht eine Skulptur des heiligen Sebastian.

## Förderverein
Am 20. Februar 2023 wurde der Förderverein Pestkirche St. Sebastian Dorfen zum Erhalt der Kirche gegründet, da sie als sanierungsbedürftig gilt. Aufgrund der selten stattfindenden Gottesdienste steht sie nur auf den hinteren Plätzen der Dringlichkeitsliste des Erzbischöflichen Ordinariats, weshalb durch den Förderverein Spendengelder gesammelt werden sollen.